# 梁肇榮
梁肇榮（？—？），字則仲，號幼麟，福建福州府侯官縣人，清朝政治人物。

## 生平
光緒十五年（1889年）己丑科進士，同年五月改翰林院庶吉士，十六年（1890年）四月散館，著以部屬用，揀發五城兵馬司正指揮，十九年（1893年）任廣東鶴山縣知縣。